# Robert Filmer
Robert Filmer (East Sutton, 1588 – East Sutton, 26 maggio 1653) è stato un filosofo inglese, difensore del diritto divino dei re. La sua opera più famosa, il Patriarca o il potere naturale dei re, fu pubblicata postuma nel 1680.

## Biografia
Figlio di Sir Edward Filmer studiò al Trinity College di Cambridge dove si immatricolò nel 1604. 
Carlo I lo nominò baronetto all'inizio del suo regno, ed egli difese ardentemente la causa monarchica allo scoppio della guerra civile inglese nel Patriarca o il potere naturale dei re, opera che fu pubblicata postuma ma che circolò sotto forma di manoscritto e che costituisce una giustificazione dell'assolutismo in senso biblico; essa deve la sua notorietà alla critica che ne fece John Locke nei suoi Trattati sul governo.

## Pensiero
La teoria di Filmer si basa sull'affermazione che il governo di una famiglia da parte del padre è la vera origine e il modello di ogni governo. All'inizio Dio diede autorità ad Adamo, che aveva il controllo completo sulla sua discendenza, persino il diritto di vita o di morte su di essa. Da Adamo questa autorità è stata ereditata da Noè. Dopo il Diluvio Noè assegnò i tre continenti del Vecchio Mondo ai suoi tre figli. Da Sem, Cam e Jafet i patriarchi ereditarono il potere assoluto che esercitavano sulle loro famiglie e sui loro servi, e da questi patriarchi tutti i re e governatori (sia un singolo monarca sia un'assemblea di governo) trassero la loro autorità, che è quindi assoluta e fondata sul diritto divino.
Nel 1680 venne pubblicata l'opera conclusa nel 1640 "Il Patriarca o potere naturale dei re", nella quale Filmer cerca di spiegare la sua idea di come debba essere gestito un potere assoluto:
- Con "Patriarca" prende spunto dalla Bibbia ritendo questa personalità legata ai clan familiari che giungevano ad età che per noi oggi sono inspiegabili ma che al tempo, considerando letteralmente le parole della Bibbia sempre vere, potevano essere considerate realistiche.
- Con "Potere naturale dei re" ci dice che letteralmente il potere del re non deriva da Dio o da un contratto (come pensa Hobbes), ma direttamente dalla natura.
  - Il potere del padre deriva dalla natura ed è associato a quello dei re:
    - Nessun uomo infatti nasce libero in quanto è soggetto per natura al potere del padre, ossia di colui che crea
    - Paragona rapporto "padre-figlio" con il rapporto "sovrano-suddito"
- Dichiara come la figura del Patriarca e quella del re siano analoghe, anche se la Bibbia non fa intendere siano uguali.
- Afferma che è contro natura che un popolo elegga il proprio capo in quanto sarebbe un'elezione dal basso
- Il potere del re deriva direttamente da Adamo, padre di tutti gli uomini, seguendo un rapporto ereditario.

Filmer tenta di andare oltre la concezione medievale del diritto divino dei re che all'inizio del 1600 comincia ad essere considerato obsoleto.

## Opere
- Of the Blasphemie against the Holy Ghost (1647)
- The Free-holders Grand Inquest (1648)
- The Anarchy of a Limited or Mixed Monarchy (1648)
- The Necessity of the Absolute Power of All Kings (1648)
- Observations Concerning the Originall of Government, upon Mr Hobs Leviathan, Mr Milton against Salmasius, H. Grotius De Jure Belli (1652)
  - Observations on Mr Hobbes's Leviathan. In G. A. J. Rogers, Robert Filmer, George Lawson, John Bramhall & Edward Hyde Clarendon (eds.), Leviathan: Contemporary Responses to the Political Theory of Thomas Hobbes. Thoemmes Press (1995)
- Observations Upon Aristotles Politiques concerning Forms of Government, Together with Directions for Obedience to Gouvernors in dangerous and doubtfull times (1652)
- An Advertisement to the Jury-Men of England Touching Witches (1653)
  - An Advertisement to the Jury-Men of England Touching Witches, The Rota at the University of Exeter, (1975)
- Patriarcha (1680)

Ci sono due edizioni moderne dell'Opera omnia di Filmer:
- Filmer: Patriarcha and Other Writing, edited by Johann P. Sommerville (Cambridge University Press, 1991)
- Patriarcha and other political works of Sir Robert Filmer, edited by Peter Laslett (B. Blackwell, 1949)